# Ciliopathie
 Mise en garde médicale
Les ciliopathies sont un grand groupe de troubles humains causés par un dysfonctionnement des cils primaires ou mobiles et unifiés par leurs caractéristiques cliniques qui se chevauchent (malformations cérébrales, dystrophie rétinienne, maladie rénale kystique, fibrose hépatique et anomalies squelettiques).